# Alberto Melián
  Alberto Ezequiel Melián  (Villa Dolores, Córdoba, 2 de enero de 1990) es un boxeador argentino de peso gallo. Es hijo de ex boxeador Jorge Melian. Ha sido medalla de plata en los Juegos Suramericanos de Medellín 2010 y ha representado a su país en los Juegos Olímpicos de Londres 2012 (eliminado en 32avos) y en los Juegos Olímpicos de Río de Janeiro 2016. Su entrenador es el cubano Sarbelio Fuentes.